# Bière de Belœil
Bière de Belœil is een Belgisch bier van hoge gisting.
Het bier wordt gebrouwen in Brouwerij Dupont te Tourpes. Het bier wordt in 1988 gecreëerd voor het naburige dorp Belœil, bekend voor zijn kasteel. Het is een amberkleurig bier met een alcoholpercentage van 8,5%.

## Prijzen
- Australian International Beer Awards 2012 - zilveren medaille in de categorie Belgian & French Style Ale - Other
- Australian International Beer Awards 2013 - gouden medaille in de categorie Belgian & French Style Ale - Other